# Proboscidea spicata
Proboscidea spicata ist eine Art der Gattung Proboscidea aus der Familie der Gemsenhorngewächse (Martyniaceae). Sie entstammt der Neuen Welt.

## Beschreibung

### Habitus
Proboscidea spicata lebt als Sommerannuelle und entspringt einer kräftigen Pfahlwurzel. Der Stängel wächst aufliegend.

### Vegetative Merkmale
Die Laubblätter wachsen gegenständig bis halb-gegenständig, der Stiel wird bis 10 cm lang. Die Blattspreite ist breit-eiförmig und bis 12 cm lang, die Blattspitze ist abgerundet, die Blattbasis ist herzförmig und gleichmäßig bis ungleichmäßig und der Blattrand ist glatt bis wellig gebuchtet.

### Generative Merkmale
Der Blütenstand ist vielblütig und überragt das Laub, der Stiel wird bis 20 cm lang. Die Tragblätter sind schmal-länglich. Die Blütenstängel werden bis 15 mm lang. Die Vorblätter sind lanzettlich und 5 mm lang, die Kelchblätter werden 12–14 mm lang, die Sepalen sind zu 30 % ihrer Länge freistehend. Die Blütenkrone wird 45 mm lang und ist innenseitig pink, außenseitig purpurn gefärbt. Auf der Innenseite der Blumenkrone befinden sich magentafarbene Flecken, die in zwei Reihen am Boden der Röhre entlang verlaufen, sowie gelbe Saftmale. Die Blütezeit währt von Juni bis Juli.
Da bislang weder Früchte noch Samen gesammelt wurden, liegt zu beidem noch keine Beschreibung vor.

## Verbreitung
Proboscidea spicata wächst in West-Texas und Mexiko.

## Systematik
Proboscidea spicata wurde 1968 von dem US-amerikanischen Botaniker Donovan Stewart Correll erstbeschrieben. Die Zuordnung als eigenständige Art ist noch nicht gesichert, möglicherweise ist sie identisch mit Proboscidea fragrans.